# Galleria Nazionale d’Arte Antica
Galleria Nazionale d’Arte Antica – rzymskie muzeum sztuki mające swoje siedziby w Palazzo Barberini oraz w Palazzo Corsini.

## Podwójna siedziba muzeum
Palazzo Barberini zostało zaprojektowane dla papieża Urbana VIII przez architekta Carlo Maderno. Budynek został wzniesiony w miejscu, gdzie wcześniej stała Villa Sforza. Sufit sali głównej został ozdobiony przez Pietro Berrettiniego Alegorią Bożej Opatrzności i potęgi Barberinich (wł. Allegoria della Divina Provvidenza e del potere Barberini) dla uczczenia rodu Barberinich.
Palazzo Corsini, nazywane wcześniej Palazzo Riario, to budynek z XV wieku przebudowany w XVIII w. przez architekta Ferdinando Fugę. Palazzo było własnością kardynała Neriego Maria Corsiniego, bratanka papieża Klemensa XII, stąd obecnie używana nazwa rodowego pałacu Corsinich. Galeria w Palazzo Corsini była pierwszą włoską galerią narodową.
Kolekcja galerii obejmuje dzieła takich twórców jak: Gian Lorenzo Bernini, Caravaggio, Giovanni Baglione, Hans Holbein, Perugino, Nicolas Poussin, Giulio Romano, Raffaello, Tiepolo, Tintoretto i Tycjan.

## Znaczące dzieła

### Palazzo Barberini
- Francesco Albani
  - Merkury i Apollo
- Andrea del Sarto
  - Madonna
  - Święta Rodzina[5]
- Domenico Beccafumi
  - Madonna z Dzieciątkiem i małym św. Janem Chrzcicielem
- Bernini
  - Popiersie Urbana VIII (marmur, 1632)[6]
- Agnolo Bronzino
  - Portret Stefana IV Colonny[7]
- Caravaggio
  - Judyta odcinająca głowę Holofernesowi[8]
  - Narcyz (1598-1599)[9]
  - Św. Franciszek na modlitwie (1606)
- Pietro da Cortona
  - Anioł Stróż[10]
  - Triumph Opatrzności Bożej (fresk z lat 1632-1639)[11]
- Domenichino
  - Ucieczka do Egiptu
  - Święta Agnieszka
- El Greco
  - Pokłon pasterzy[12]
  - Chrzest Chrystusa (1546-1548)[12]
- Guercino
  - Et in Arcadia Ego[13]
- Hans Holbein Młodszy
  - Portret Henryka VIII (1540)[14]
- Filippo Lippi
  - Madonna z Dzieciątkiem na tronie (1437)
  - Zwiastowanie z dwoma fundatorami
- Lorenzo Lotto
  - Mistyczne zaślubiny św. Katarzyny i święci[15]
- Rafael Santi
  - Portret młodej kobiety (1520)[16]
- Jacopo Tintoretto
  - Chrystus i cudzołożnica (1546-1548)
- Tycjan
  - Wenus i Adonis (1560)[17]
- Giovanni Serodine
  - Spotkanie Świętych Piotra i Pawła
- Giovanni Antonio Bazzi
  - Porwanie Sabinek

### Palazzo Corsini
- Fra Angelico
  - Tryptyk Sądu Ostatecznego, Wniebowstąpienia i Zesłania Ducha Świętego[18]
- Jacopo Bassano
  - Pokłon pasterzy[19]
- Caravaggio
  - Święty Jan Chrzciciel[20]
- Antoon van Dyck
  - Madonna della Paglia
- Orazio Gentileschi
  - Madonna z Dzieciątkiem
- Murillo
  - Madonna z Dzieciątkiem[21]
- Jusepe de Ribera
  - Wenus znajduje martwego Adonisa[22]
- Rubens
  - Św. Sebastian opatrywany przez aniołów
  - Głowa starca[23]
- Andrea del Sarto
  - Madonna z Dzieciątkiem[24]